# Vårt altarbord är dukat
Vårt altarbord är dukat är en psalm vars text är skriven av Eyvind Skeie år 1980 och översatt till svenska av Andreas Holmberg år 1992. Musiken är skriven 1981 av Harald Gullichsen. I Psalmer och Sånger har psalmen inledningen "Vårt nattvardsbord är dukat".

## Publicerad i
- Psalmer i 90-talet som nummer 830 under rubriken "Kyrkan och gudstjänsten"
- Psalmer i 2000-talet som nummer 927 under rubriken "Kyrkan och gudstjänsten"
- Psalmer och Sånger 1987 som nummer 804 under rubriken "Kyrkan och nådemedlen - Nattvarden".[1]